# Ramasin

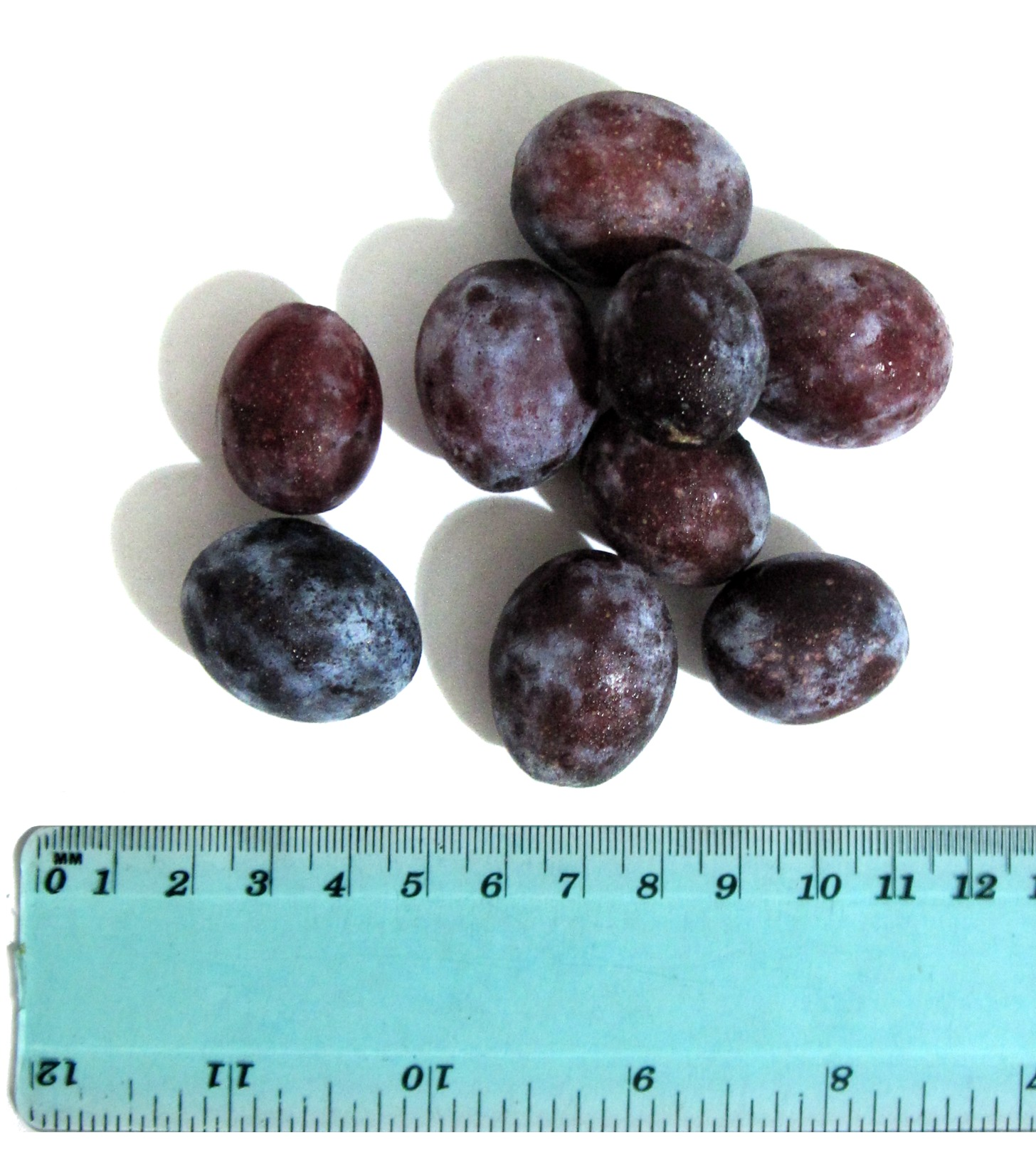

Il darmasin, o ramassin, è una cultivar locale di susino, diffusa quasi esclusivamente nel territorio piemontese.

## Etimologia e storia
Il nome deriva dalla variante di dramassin o dalmassin (quest'ultima coltivata nel territorio monregalese) e, in italiano conosciuta anche come damaschina, in quanto fu importata in Europa dalla Siria, la cui capitale è, appunto, Damasco, dai Crociati del XII secolo. Altre ipotesi concordano sul fatto che la pianta fu importata direttamente dai saraceni durante le loro invasioni nel IX-X secolo . 
La coltivazione poi, si prestò soprattutto ai microclimi collinari delle zone del Piemonte meridionale e di alcune zone della Liguria, ma anche ad alcune piantagioni nel Torinese e nel Chierese ad opera dei monaci benedettini del XIII secolo.

Nel XIX secolo poi, le coltivazioni furono ulteriormente selezionate per produrre il prodotto tipico che, nel 1998 fu denominato "prugna agroalimentare tradizionale delle Colline torinesi", mentre in Cuneese fu istituito un Presidio Arca del Gusto di Slow Food del ramassin della Valle Bronda, del Monviso e della Valle Po (Pagno, Castellar e Brondello).

## Descrizione
Il frutto è una piccola susina, di approssimativamente 1,5 x 3 centimetri. Il colore è generalmente viola scuro e una delle sue caratteristiche peculiari è la facilità con cui è possibile staccare il nocciolo dalla polpa. Altre caratteristiche sono una polpa molto dolce e la buccia più ricca di pruina.

Il periodo di maturazione è precoce, generalmente nel mese di luglio, anche se è possibile una maturazione fino a fine agosto.

## Ecotipi
- Ramassin del Roero
- Ramassin di Saluzzo
- Ramassin di Pagno
- Ramassin giallo

## Riconoscimenti
Il Ramassin (susino damaschino) del Saluzzese è stato riconosciuto come prodotto tradizionale dal ministero delle politiche agricole.